# Dejan Šorak
Dejan Šorak (Karlovac, 29. ožujka 1954.), hrvatski je redatelj,  scenarist i književnik.

## Životopis
Dejan Šorak rođen je u Karlovcu 1954. godine. Diplomirao je režiju na Akademiji dramske umjetnosti u Zagrebu. Dobitnik je mnogih nagrada kao što su: Zlatna arena za scenarij, Zlatna vrata Pule za najgledaniji film, nagrada Vladimir Nazor za najbolji film, nagradu za najbolji film HDFD te Jadran filma. Sudjelovao je na festivalima diljem svijeta od Indija do Kanade. Njegov film Oficir s ružom, višestruko je nagrađivani film (Pulski filmski festival 1987. godine: Zlatna arena za najbolji scenarij - Dejan Šorak te za najbolju mušku ulogu – Žarko Laušević) prikazivan je u 15-ak zemalja.

## Redateljska i scenaristička karijera
- Mala pljačka vlaka (1984.) cjelovečernji igrani film
- Oficir s ružom (1987.) cjelovečernji igrani film
- Najbolji (1989.) cjelovečernji igrani film[3]
- Krvopijci (1989.) cjelovečernji igrani film
- Vrijeme ratnika (1991.) cjelovečernji igrani film
- Garcia (1999.) cjelovečernji igrani film
- Dva igrača s klupe (2005.) cjelovečernji igrani film

## Književna djela
- Kontrolna projekcija,  Algoritam, Zagreb, 2000.
- Ja i Kalisto, Algoritam, Zagreb, 2002.
- Američko-hrvatski u boji: saga o filmu, (3 sv: Dio 1: Marija i zvijer, Dio 2: Venecija smrti, Dio 3: Dezdemona i vrag), Algoritam, Zagreb, 2008.
- Gdje je nestala haljina Blažene Djevice Marije Snježne, Algoritam, Zagreb, 2009.
- Čovjek bez dna, Algoritam, Zagreb, 2011.